# Обрезывание монет

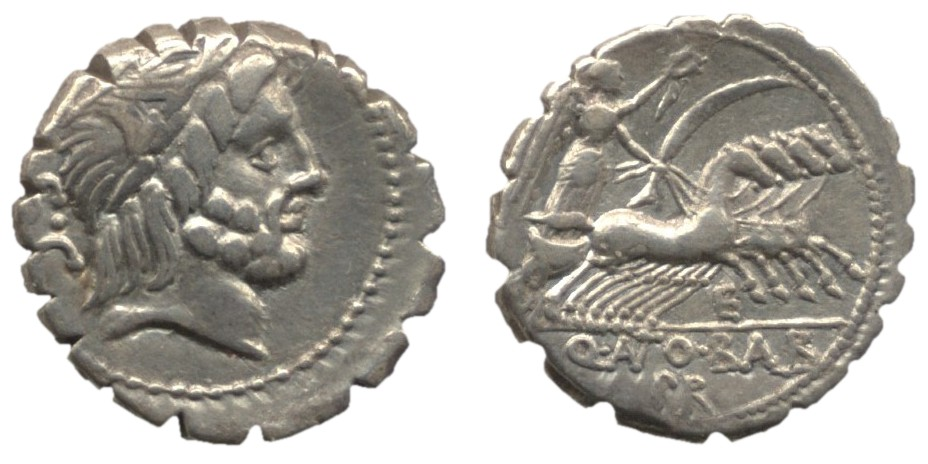
Серратный денарий. Около 80 года до н. э.

Обрезывание монет — искусственное злонамеренное уменьшение веса монет различными механическими способами. Чаще всего это срезание края монеты ножницами, но могло применяться также опиливание и сверление с последующим заполнением образовавшегося отверстия недрагоценным металлом.
По одной из версий, для защиты монет от обрезывания в Древнем Риме применялось зазубривание краёв монеты (серрат). Позже для этих целей начали использовать гурчение, обработку гурта (ребра) монеты и нанесение на него надписей, засечек или каких-то иных декоративных элементов.

## Обрезывание монет в России
Явление обрезывания было характерно для всех стран мира, где обращались монеты из благородных металлов, в том числе и для России. Наиболее характерный пример — массовое обрезывание монет на Руси в начале XVI века.
В начале XVI века монетные дворы Новгорода, Пскова, Москвы и Твери чеканили монеты согласованного стандарта — на 2,6 рубля из гривенки серебра (204 г). В то же время в обращении оставались монеты, выпущенные ранее и не вписывающиеся в этот стандарт. В начале 1530-х годов историки отмечают резкое увеличение случаев обрезывания монет — иногда до половины монеты. Известны клады того времени, которые состоят исключительно из обрезанных монет или, наоборот, — из обрезков в виде полумесяца. Возможно, эта стихийная практика началась с подгонки нестандартных старых монет к новому типу, но затем распространилась на все виды денежных знаков. Это массовое явление обрезывания монет стало одной из причин денежной реформы 1535 года, в результате которой любые старые — как целые, так и обрезанные монеты — были изъяты из обращения.
Обрезывание монеты было распространено на Поволжье в первой трети XVI века. Археологи, в найденных кладах в Казани, которые датируются этим периодом, обнаружили много обрезанных монет. Когда происходило обрезывание монет, те, кто это делал, руководствовались не весом, а по большей части размером монет, выбирая те, что были покрупнее.

## Обрезывание монет в Англии
В 1696 году, когда Исаак Ньютон получил назначение на Монетный двор, он настоял, чтобы обрезанная серебряная монета была изъята из обращения. Ее заменила новая монета, которая была отчеканена на специальных устройствах. Кант новой монеты было тяжело подделать фальшивомонетчикам, и это делало обрезку монеты очень трудоемким занятием. Такие нововведения способствовали налаживанию ситуации с серебряными деньгами в Англии. До того, как Ньютон был назначен на свою должность, английский фунт был серьезно ослаблен из-за подделок и обрезки. Ребро монет не содержало рисунков и такие монеты становились легкой добычей для преступников. Серебро срезали, а сами срезы продавали фальшивомонетчикам или контрабандистам. Фальшивомонетчики переплавляли эти срезы и выпускали свои подделки. Контрабандисты продавали серебро в слитках французам, с которыми шла война.
Карл II выпустил указ про обеспечение Монетного двора необходимой техникой. Новые монеты, созданные машинным способом, также подвергались обрезке. Для того, чтобы прекратить этот процесс, по краю монет добавлялся латинский текст «Decus et tutamen», что в переводе означало «украшение и защита».
В конце XVII века в Англии вместе с официальными актуальными монетами Стюартов ходили обрезанные старые монеты. Для внутренних расчетов могли использовать монеты Плантагенетов времен Столетней войны. Шиллинги, чеканившиеся с разницей в несколько столетий, считались равнозначными, но были очень испорченными и не круглой формы — после обрезки.
В период 1696—1699 годов выпускались серебряные деньги, которые были максимально защищены от обрезки.